# Европско првенство у атлетици у дворани 1975 — бацање кугле за мушкарце
Такмичење у бацању кугле у мушкој конкуренцији на 6. Европском првенству у атлетици у дворани 1975. одржано је 9. марта, у Спортско-забавној дворани „Рондо” у Катовицама, (Пољска)
Титулу европског првака освојену на Европском првенству у дворани 1974. у Гетеборгу бранио је Џефри Кејпс из Уједињеног Краљевства.

## Земље учеснице
Учествовало је 7 атлетичара из 4 земље.
1. Бугарска (3)
2. Чехословачка (1)
3. Уједињено Краљевство (1)
4. Совјетски Савез (2)

## Рекорди
| Рекорди пре почетка Европског првенства у дворани 1975.     | Рекорди пре почетка Европског првенства у дворани 1975. | Рекорди пре почетка Европског првенства у дворани 1975. | Рекорди пре почетка Европског првенства у дворани 1975. | Рекорди пре почетка Европског првенства у дворани 1975. | Рекорди пре почетка Европског првенства у дворани 1975. |                    |
| ----------------------------------------------------------- | ------------------------------------------------------- | ------------------------------------------------------- | ------------------------------------------------------- | ------------------------------------------------------- | ------------------------------------------------------- | ------------------ |
| Светски рекорд                                              | Џорџ Вуд                                                | САД                                                     | 22,02                                                   | Инглвуд, САД                                            | 9. фебруар 1974.                                        |                    |
| Европски рекорд у дворани                                   | Џефри Кејпс                                             | Уједињено Краљевство                                    | 20,95                                                   | Гетеборг Шведска                                        | 10. март 1974.                                          |                    |
| Рекорди европских првенстава                                | Џефри Кејпс                                             | Уједињено Краљевство                                    | 20,95                                                   | Гетеборг Шведска                                        | 10. март 1974.                                          |                    |
| Најбољи светски резултат сезоне у дворани                   | Ал Фооербах                                             | САД                                                     | 21,09                                                   | Дејли Сити САД                                          | 24. јануар 1975.                                        |                    |
| Најбољи европски резултат сезоне у дворани                  | Валчо Стојев                                            | Бугарска                                                | 20,30                                                   | Софија Бугарска                                         | 26. фебуар 1975.                                        |                    |
| Најбољи европски резултат сезоне у дворани                  | Резултат непознат.                                      | Резултат непознат.                                      | Резултат непознат.                                      | Резултат непознат.                                      | Резултат непознат.                                      | Резултат непознат. |
| Рекорди после завршеног Европског првенства у дворани 1975. |                                                         |                                                         |                                                         |                                                         |                                                         |                    |
| Нових рекорда није било                                     |                                                         |                                                         |                                                         |                                                         |                                                         |                    |

## Освајачи медаља
|                       |                                  |                                |
| Ванчо Стојев Бугарска | Џефри Кејпс Уједињено Краљевство | Валериј Војкин Совјетски Савез |

## Резултати

### Финале
| Место | Атлетичар             | Земља                | #1    | #2 | #3    | #4 | #5    | #6    | Резултат | Белешка |
| ----- | --------------------- | -------------------- | ----- | -- | ----- | -- | ----- | ----- | -------- | ------- |
|       | Ванчо Стојев          | Бугарска             | 19,92 | x  | 20,01 | x  | 19,87 | 20,29 | 20,29    |         |
|       | Џефри Кејпс           | Уједињено Краљевство |       |    |       |    |       |       | 19,98    |         |
|       | Валериј Војкин        | Совјетски Савез      |       |    |       |    |       |       | 19,44    |         |
| 4.    | Јарослав Брабец       | Чехословачка         |       |    |       |    |       |       | 18,96    |         |
| 5.    | Михаил Кјошев         | Бугарска             |       |    |       |    |       |       | 18,82    |         |
| 6.    | Александар Баришњиков | Совјетски Савез      |       |    |       |    |       |       | 18,80    |         |
| 7.    | Никола Христов        | Бугарска             |       |    |       |    |       |       | 18,61    | ЛР      |

## Укупни биланс медаља у бацању кугле за мушкарце после 6. Европског првенства у дворани 1970—1975.
|    | Земља                |   |   |   |    |
| -- | -------------------- | - | - | - | -- |
| 1. | Источна Немачка      | 3 | 3 | 0 | 6  |
| 2. | Уједињено Краљевство | 1 | 1 | 0 | 2  |
| 3. | Чехословачка         | 1 | 0 | 3 | 4  |
| 4. | Бугарска             | 1 | 0 | 0 | 1  |
| 5. | Совјетски Савез      | 0 | 1 | 1 | 2  |
| 6, | Пољска               | 0 | 1 | 0 | 1  |
| 7. | Француска            | 0 | 0 | 1 | 1  |
| 7. | Шведска              | 0 | 0 | 1 | 1  |
|    | Укупно {8}           | 6 | 6 | 6 | 18 |

|    | Атлетичар              | Земља                |   |   |   |   |
| -- | ---------------------- | -------------------- | - | - | - | - |
| 1. | Хартмут Бризеник       | Источна Немачка      | 3 | 0 | 0 | 3 |
| 2. | Џефри Кејпс            | Уједињено Краљевство | 1 | 1 | 0 | 2 |
| 3. | Јарослав Брабец        | Чехословачка         | 1 | 0 | 2 | 3 |
| 4. | Хајнц-Јоахим Ротенбург | Источна Немачка      | 0 | 2 | 0 | 2 |